# 11. ročník udílení Cen Sdružení filmových a televizních herců
11. ročník udílení Cen Sdružení filmových a televizních herců se konal 5. února 2005 ve Shrine Exposition Center v Los Angeles v Kalifornii. Ocenění se předalo nejlepším filmovým a televizním vystoupením v roce 2004. Nominace byly oznámeny 5. ledna 2006. Ceremoniál vysílala stanice TNT. Speciální cenu získal James Garner.

## Vítězové a nominovaní
Tučně jsou označeni vítězové.

### Film
| Nejlepší mužský herecký výkon v hlavní roli | Nejlepší ženský herecký výkon v hlavní roli |
| --- | --- |
| - Jamie Foxx jako Ray Charles – Ray - Don Cheadle jako Paul Rusesabagina – Hotel Rwanda - Johnny Depp jako J. M. Barrie – Hledání Země Nezemě - Leonardo DiCaprio jako Howard Hughes – Letec - Paul Giamatti jako Miles Raymond – Bokovka                                | - Hilary Swanková jako Maggie Fitzgeralnd – Million Dollar Baby - Annette Beningová jako Julia Lambert – Božská Julie - Catalina Moreno jako Maria Álvarez – Maria milostiplná - Imelda Staunton jako Vera Drake – Vera Drake - Žena dvou tváří - Kate Winsletová jako Clementine Kruczynski – Věčný svit neposkvrněné mysli |
| Nejlepší mužský herecký výkon ve vedlejší roli | Nejlepší ženský herecký výkon ve vedlejší roli |
| - Morgan Freeman jako Eddie Dupris – Million Dollar Baby - Thomas Haden Church jako Jack Cole - Bokovka - Jamie Foxx jako Max Dourocher - Collateral - James Garner jako Duke – Zápisník jedné lásky - Freddie Highmore jako Peter Llewelyn Davies – Hledání Země Nezemě | - Cate Blanchettová jako Katharine Hepburn – Letec - Virginia Madsen jako Maya Randall – Bokovka - Laura Linneyová jako Clara McMillen – Kinsey - Cloris Leachman jako Evelyn Wright – Španglicky snadno a rychle - Sophie Okonedo jako Tatiana Rusesabagina – Hotel Rwanda                                                  |
| Nejlepší obsazení ve filmu | |
| - Bokovka – Thomas Haden Church, Paul Giamatti, Virginia Madsen, Sandra Oh - Letec - Hledání Země Nezemě - Hotel Rwanda - Million Dollar Baby - Ray | |

### Televize
| Nejlepší mužský herecký výkon v seriálu (drama) | Nejlepší ženský herecký výkon v seriálu (drama) |
| --- | --- |
| - Jerry Orbach jako Lennie Briscoe – Zákon a pořádek - Kiefer Sutherland jako Jack Bauer – 24 hodin - Hank Azaria jako Dr. Craig Huffstodt – Huff - James Gandolfini jako Tony Soprano – Rodina Sopránů - Anthony LaPaglia jako Jack Malone – Beze stopy                                                         | - Jennifer Garnerová jako Sidney Bristow – Alias - Edie Falco jako Carmela Soprano – Rodina Sopránů - Allison Janney jako C. J. Cregg – Západní křídlo - Christine Lahti jako Grace McCallister – Jack & Bobby - Drea de Matteo jako Adriana La Cerva – Rodina Sopránů                   |
| Nejlepší mužský herecký výkon v seriálu (komedie) | Nejlepší ženský herecký výkon v seriálu (komedie) |
| - Tony Shalhoub jako Adrian Monk – Můj přítel Monk - Jason Bateman jako Michael Bluth – Arrested Development - Sean Hayes jako Jack McFarland – Will a Grace - Ray Romano jako Ray Barone – Raymonda má každý rád - Charlie Sheen jako Charlie Harper – Dva a půl chlapa                                         | - Teri Hatcherová jako Susan Mayer – Zoufalé manželky - Megan Mullally jako Karen Walker – Will a Grace - Patricia Heaton jako Debra Barone – Raymonda má každý rád - Sarah Jessica Parker jako Carrie Bradshaw – Sex ve městě - Doris Roberts jako Marie Barone – Raymonda má každý rád |
| Nejlepší mužský herecký výkon v minisérii nebo TV filmu | Nejlepší ženský herecký výkon v minisérii nebo TV filmu |
| - Geoffrey Rush jako Peter Sellers – Život a smrt Petera Sellerse - Jamie Foxx jako Stan Tookie Williams – Vykoupení - William H. Macy jako Charlie Gigot– Anděl strážný - Barry Pepper jako Dale Earnhardt – 3: Dale Earnhardtův příběh - Jon Voight jako Eddie – Pět starých známých                           | - Glenn Close jako Eleanor z Aquitainu – Lev v zimě - Patricia Heaton jako Paula McFadden– Děvče pro zábavu - Keke Palmer jako Lou – Anděl strážný - Hilary Swank jako Alice Paul – Andělé s ocelovým hlasem - Charlize Theron jako Britt Ekland –Život a smrt Petera Sellerse           |
| Nejlepší obsazení (drama) | |
| - Kriminálka Las Vegas – Gary Dourdan, George Eads, Jorja Fox, Paul Guilfoyle, Robert David Hall, Marg Helgenberger, William Petersen, Eric Szmanda - 24 hodin - Rodina Sopránů - Západní křídlo - Odpočívej v pokoji                                                                                            | |
| Nejlepší obsazení (komedie) | |
| - Zoufalé manželky – Andrea Bowen, Ricardo Antonio Chavira, Marcia Cross, Steven Culp, James Denton, Teri Hatcherová, Felicity Huffmanová, Cody Kasch, Eva Longoria, Jesse Metcalfe, Mark Moses, Nicollette Sheridan, Brenda Strong - Arrested Development - Raymonda má každý rád - Sex ve městě - Will a Grace | |